# Madera County
Madera County je okres amerického státu Kalifornie, nacházející se v oblasti Centrálního kalifornského údolí, pohoří Sierra Nevada, severně od okresu Fresno. Rozkládá se na celkové ploše 5576 km2 a k roku 2008 zde žilo celkem 152 465 obyvatel. Hlavním městem okresu je Madera.
V severovýchodní části okresu se nachází nejjižnější část Yosemitského národního parku. Okres je tradičně republikánský, a to jak v prezidentských volbách, tak ve volbách do Kongresu. Posledním demokratem, který v tomto okresu vyhrál byl prezidentský kandidát Jimmy Carter v roce 1976.